# Caldwelliola solimoeana
Caldwelliola solimoeana är en insektsart som beskrevs av Young 1977. Caldwelliola solimoeana ingår i släktet Caldwelliola och familjen dvärgstritar. Inga underarter finns listade i Catalogue of Life.